# 法哲学年報
『法哲学年報』（ほうてつがくねんぽう）は、日本法哲学会が発行する、法哲学の学術雑誌。創刊は1948年。当初は『法哲学四季報』（ほうてつがくしきほう）という名前で年四回の発行を行っていたが、1953年に名称を『法哲学年報』と変更、雑誌の発行頻度も年四回から年一回へと減らした。2008年11月17日に、1948年の創刊号から2004年までのコンテンツがJournal@rchiveで全文無料公開されるようになった。

## トピック
取り扱われるトピックは法哲学分野の話題。たとえば功利主義、リバタリアニズム、自然法、正義論、リアリズム法学、純粋法学など多数。